# Brinckheim
Brinckheim település Franciaországban, Haut-Rhin megyében. Lakosainak száma 408 fő (2022. január 1.). Brinckheim Uffheim, Bartenheim, Blotzheim, Michelbach-le-Bas és Kappelen községekkel határos.

## Népesség
A település népességének változása:
| Lakosok száma | 343  | 364  | 393  | 405  | 416  | 417  | 421  | 415  | 408  |
|               | 2013 | 2015 | 2016 | 2017 | 2018 | 2019 | 2020 | 2021 | 2022 |